# Wolfram Hänsch

Wolfram Hänsch in seinem Atelier in Meißen, 2015

Wolfram Hänsch (* 1944 in Meißen) ist ein deutscher Maler, Grafiker und Hochschullehrer.

## Leben
Hänsch absolvierte von 1959 bis 1960 eine Lehre als Theatermaler und studierte von 1961 bis 1966 an der Hochschule für Bildende Künste Dresden bei Hans-Theo Richter. Nachdem seine Diplomarbeit, ein Grafikzyklus zum Thema Ernte, auf Ablehnung stieß, verließ er die Hochschule ohne Abschluss. Erst 1979 wurde ihm das Diplom auf Vermittlung von Gerhard Kettner für ein Künstlerbuch mit Radierungen zu Texten von Robert Musil zuerkannt.
Seit 1966 ist er freischaffend tätig im Dorf Seeligstadt und in Meißen. Damit trifft er eine bewusste Entscheidung für eine Existenz auf dem Land und in der Kleinstadt. Neben seiner künstlerischen Betätigung macht er sich in der Backstube und in der Landwirtschaft nützlich. Hänsch war bis 1990 Mitglied des Verbands Bildender Künstler der DDR.
Von 1985 bis 1989 gestaltete er Sgraffitos, Bilder und Fenster für die Kapelle St. Joseph in Netzschkau.

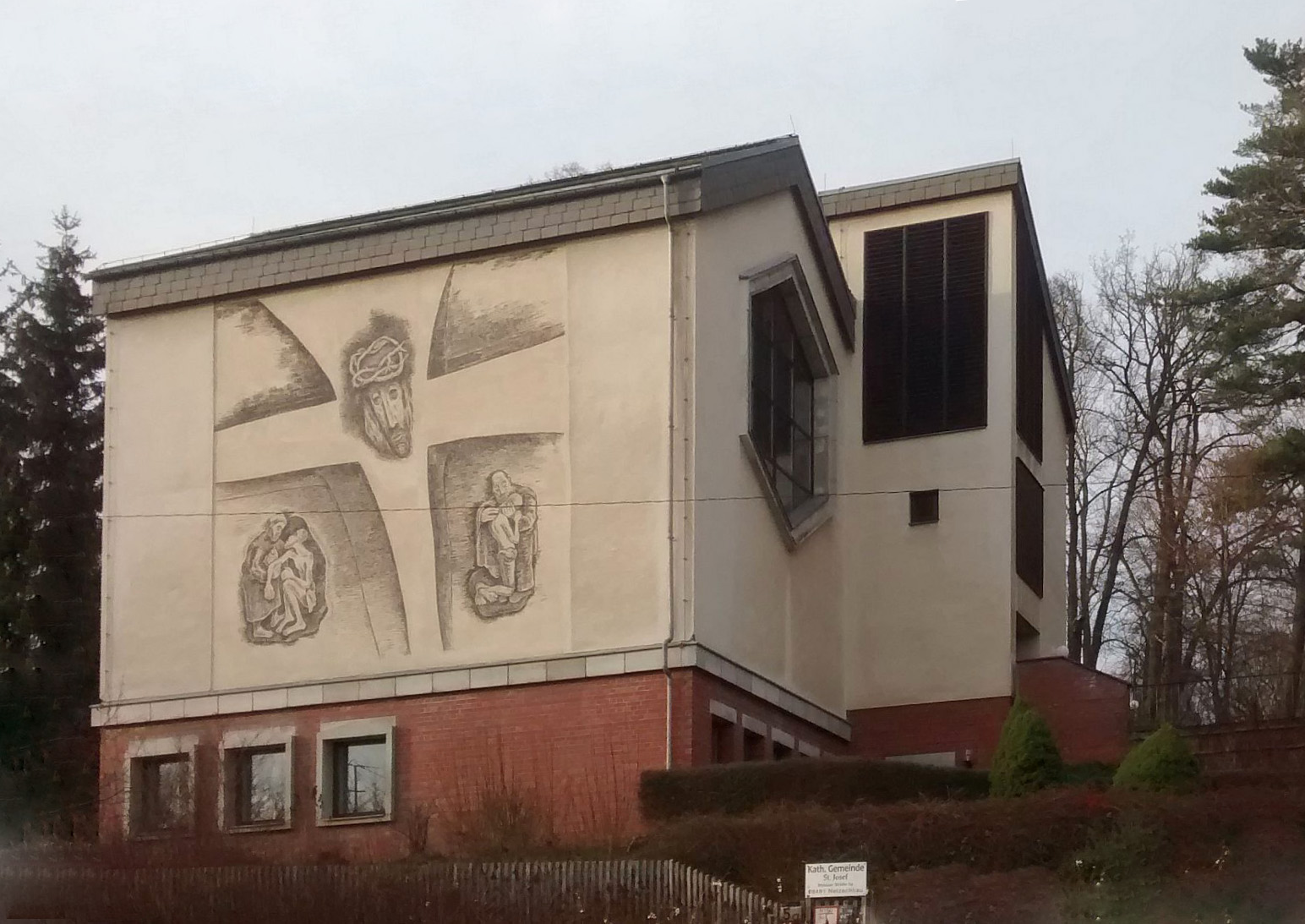
Die 1991 geweihte katholische Kirche St. Joseph in Netzschkau mit dem Sgraffito von Wolfram Hänsch

Ab 1992 übernahm er einen Lehrauftrag an der HfBK Dresden erst als Dozent für Grafik. Im Jahr 2006 wurde er zum Professor berufen. 2009 erfolgte die Emeritierung. Zwei Kinder von Hänsch, Wilhelm (* 1966; † 2014) und Wolfhild betätigen sich ebenfalls als Bildende Künstler.

## Museen und öffentliche Sammlungen mit Werken Hänschs (unvollständig)
- Altenburg/Thür.: Lindenau-Museum
- Dresden: Kupferstichkabinett[4]
- Dresden: Sächsischer Kunstfonds[5]

## Ausstellungen (unvollständig)

### Einzelausstellungen
- 1970 Köpenicker Pädagogenklub, Berlin-Köpenick (mit Lothar Sell)
- 1975 Leonhardi-Museum Dresden
- 1975 und 1979 Bunte Stube Ahrenshoop
- 1977 Galerie Oben, Karl Marx Stadt
- 1980 G.-W.-Leibniz-Klub, Leipzig
- 1981 Galerie Nord Dresden
- 1984 Galerie am Boulevard, Rostock (mit Christine Wahl und Helmut Gebhardt)
- 1985: Rossendorf, Zentralinstitut für Kernforschung
- 1985 Zentrum Bildende Kunst Neubrandenburg
- 1989 Galerie Kunst der Zeit, Verkaufsgenossenschaft Bildender Künstler, Dresden (mit Wolf-Eike Kuntsche)
- 1993 Leonhardi-Museum Dresden
- 2003 Galerie im Bürgerhaus Zella-Mehlis
- 2015 Carl Maria von Weber Museum Dresden-Hosterwitz
- 2015 Romantikerhaus Jena
- 2017 Lausitzer Seenland Klinikum GmbH
- 2018 Kunstverein Meißen (mit Frank Maasdorf)
- 2018/19 Albrechtsburg Meißen (mit Frank Maasdorf)

Blick in die Ausstellung mit Gemälden von Wolfram Hänsch und Skulpturen von Frank Maasdorf im Kunstverein Meißen

- Blick in die Ausstellung mit Gemälden von Wolfram Hänsch und Skulpturen von Frank Maasdorf im Kunstverein Meißen2021 Novalis-Stiftung Wiederstedt

### Teilnahme an zentralen und wichtigen regionalen Ausstellungen in der DDR
- 1974/1975 und 1978: Frankfurt/Oder, Galerie Junge Kunst („Junge Künstler '74. 1. Jahresausstellung junger bildender Künstler der DDR“ bzw. „Junge Künstler der DDR“)
- 1974, 1979 und 1985: Dresden, Bezirkskunstausstellungen
- 1977, 1979, 1986 und 1989: Berlin und weitere Städte („100 ausgewählte Grafiken“)
- 1979: Berlin, Altes Museum („Jugend in der Kunst. Malerei - Grafik - Plastik der DDR “)
- 1981: Berlin, Zentrum für Kunstausstellungen der DDR („Hans Theo Richter und seine Schüler“)
- 1981: Dresden („Junge Dresdner Kunst“)
- 1982/1983 und 1987/1988: Dresden, IX. und X. Kunstausstellung der DDR
- 1985/1986: Cottbus, Staatliche Kunstsammlungen; Rostock, Kunsthalle Rostock; Erfurt, Galerie am Fischmarkt („Zeichnungen in der Kunst der DDR. 1974- 1984“)

## Preise
1982 Kunstpreis der Stadt Meißen

## Originalgrafische Editionen
- Zu Robert Musil: 'Türen und Tore'. Grafische Werkstätten der Hochschule für Bildende Künste Dresden. 1979 (Diplomarbeit)
- Grafikmappe anläßlich der 450. Wiederkehr des Stiftungstages der Fürsten- und Landesschule St. Afra zu Meißen. Mit einem Text von Jens Wonneberger. Galerie Obergasse – Greiffenedition. Meissen 1993
- Die blaue Blume: Weltseele & Waldeinsamkeit; nachtbegeistert & sinnbegabt. 21 Blatt Originalgrafik. Gefaltete Mappe in Leineneinband. - Aufl. von 25 Ex. Wolfram Hänsch Meißen 2013

## Publikationen
- Triumph, der Tod ist überwunden! / 450 Jahre Kreuzreiterprozession. Acht Tafeln nach Handzeichnungen von Wolfram Hänsch. Wittichenau 1990
- Das Licht leuchtet in der Finsternis / Grafiken von Wolfram Hänsch. Texte von Joachim Scholz. Verlag Christoph Hille. Dresden 2003, ISBN 3-932858-84-0